# クラマース縮退
クラマース縮退（クラマースしゅくたい、英: Kramers degeneracy）とは、ハミルトニアンが時間反転に対して不変である電子を奇数個含む系の電子状態が、少なくとも二重に縮退していることを言う。またこのような縮退の残っている状態をクラマース二重項という。
クラマース縮退は、磁場をかけない限り、系の対称性をいくら低くしても解けない。よって奇数個の電子を持つ磁性イオンを含む磁性体と、偶数個の電子を持つものとでは、その磁気的性質に大きな差が生じる。
トポロジーインデックスによって特徴付けられるものである。